# Rotebro skans

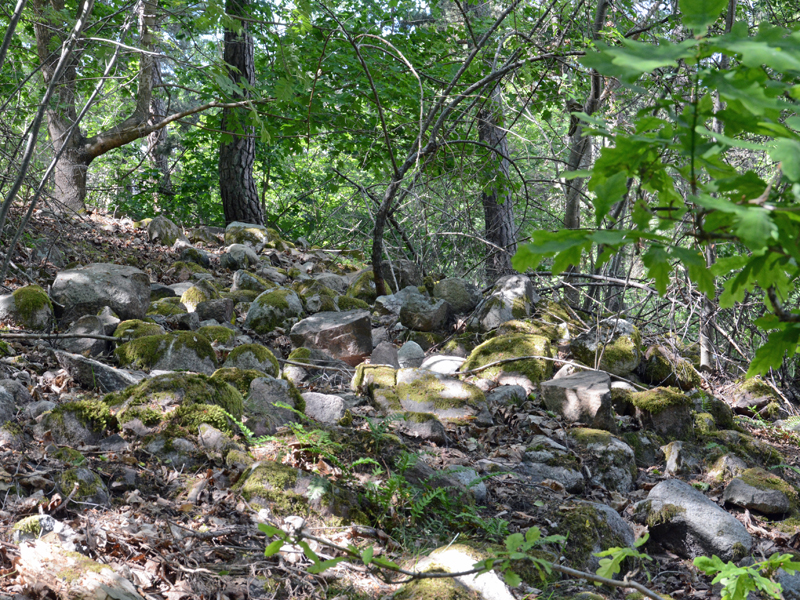
Rotebro skans

Rotebro skans är en fornborg i Rotsunda i Sollentuna kommun, som ligger cirka 700 meter norr om Rotebro station, på en del av rullstensåsen Stockholmsåsen. 
Fornborgen är  180 x 150 meter stor, och består av en inre och yttre ringvall. Den inre vallen är 90 x 60 meter stor, 250 meter lång, 1-3 meter bred och 0,2-0,5 meter hög. Den yttre vallen, som löper i borgens norra del,  är  110 meter lång, l,1-2 meter bred och upp till 0,3 meter hög. Inne i borgen finns en stensättning. 
Fornborgen är välbevarad och inte närmare undersökt. Vegetationen består huvudsakligen av gamla och vridna tallar, vilka vuxit i ett utsatt läge och på mager moränmark.
Rotebro skans kallas också Stridsborgen, på grund av att slaget vid Rotebro utkämpades den 28 september 1497 nedanför Rotebro skans i sankmarken mot Edsån och i närheten av den nuvarande bron på Staffansvägen, där det nu ligger en fotbollsplan. Kampen stod mellan ett bondeuppbåd av dalkarlar som var lojala med den svenske riksföreståndaren Sten Sture den äldre och danska trupper under den danske unionskungen Hans (i Sverige ibland kallad Johan II), inklusive soldater från Uppland. Den svenska bondehären flydde över ån mot Rotebro skans, men blev anfallna av Kung Hans ryttare. Kung Hans vann slaget.